# Pegomya wygodzinskyi
Pegomya wygodzinskyi är en tvåvingeart som först beskrevs av Albuquerque 1954.  Pegomya wygodzinskyi ingår i släktet Pegomya och familjen blomsterflugor. Inga underarter finns listade i Catalogue of Life.